# Nowy Troszyn
Nowy Troszyn (dawniej Troszyn Niemiecki) – wieś sołecka w Polsce położona nad Wisłą w województwie mazowieckim, w powiecie płockim, w gminie Gąbin.
W latach 1975–1998 miejscowość administracyjnie należała do województwa płockiego.

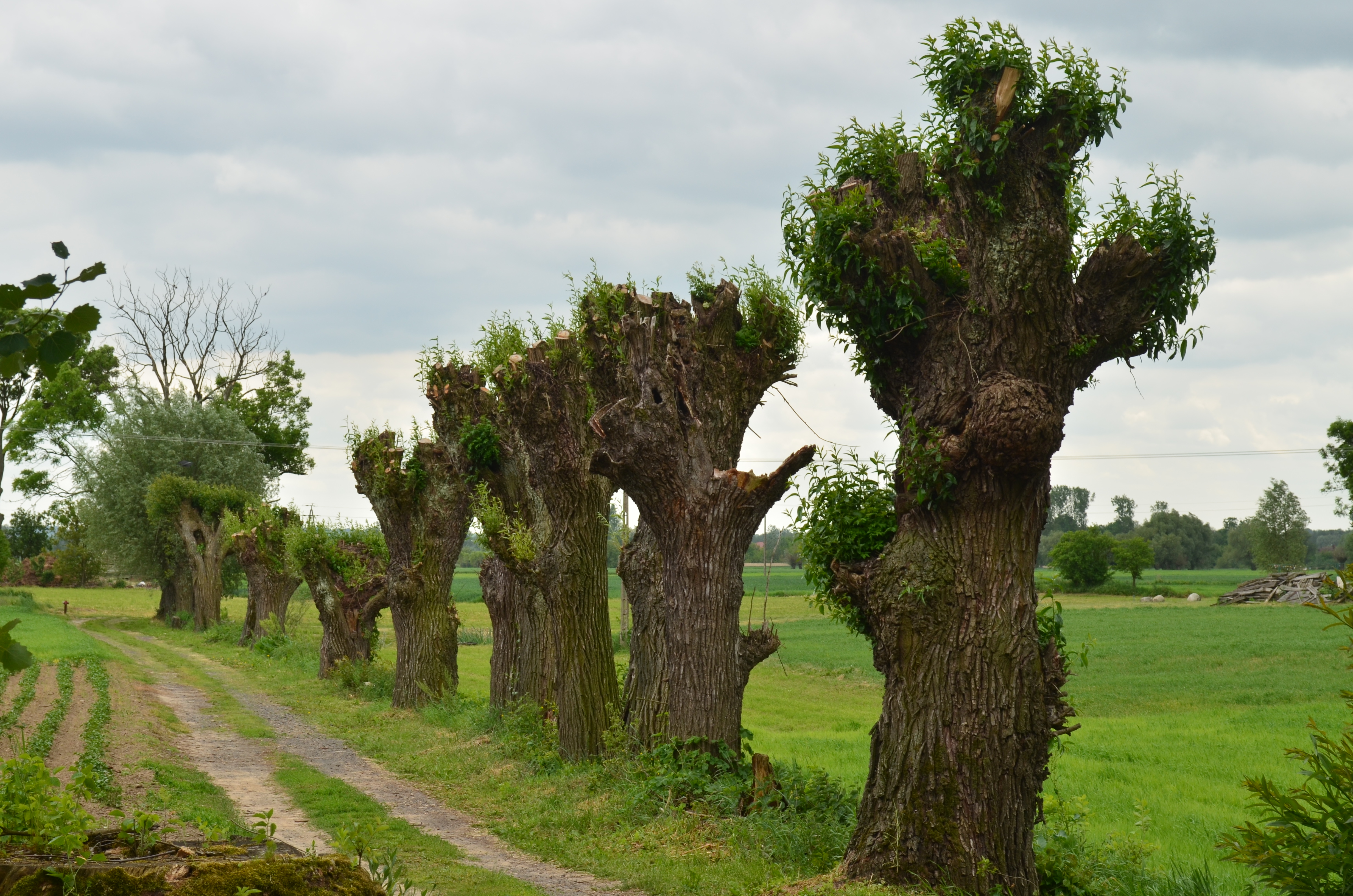
Ogłowione, stare wierzby – pamiątka po osadnictwie olęderskim

Do 1945 wieś zamieszkana była przez niemieckojęzycznych mennonitów. We wsi znajdują się zabytki osadnictwa olęderskiego: nasadzenia drzew, dawny kościół ewangelicki, ponad stuletnie chałupy.
Podczas powodzi 23 maja 2010 doszło do przerwania wału przeciwpowodziowego na Wiśle w Świniarach. Cała miejscowość została zalana i ewakuowana.